# Conseil exécutif de l'UNESCO
Le Conseil exécutif de l'UNESCO est l'organe de décision administrant l'Organisation des Nations unies pour l'éducation, la science et la culture (UNESCO). Il compte 58 membres élus, par moitié les années impaires, parmi les États membres pour un mandat de 4 ans. Le président du Conseil est choisi parmi les représentants des membres pour un mandat de 2 ans.

## États membres
Entre parenthèses date de la fin du mandat. Les sièges sont répartis selon six groupes électoraux. En gras les présidents de groupe.

### Afrique (13 sièges)
- Afrique du Sud (2025)
- Angola (2025)
- Botswana (2025)
- Burkina Faso (2027)
- Côte d'Ivoire (2027)
- Djibouti (2025)
- Gabon (2027)
- Liberia (2027)
- Maurice (2027)
- Mozambique (2027)
- Nigeria (2027)
- République du Congo (2025)
- Tanzanie (2025)

### Amérique centrale et du Sud (10 sièges)
- Argentine (2027)
- Brésil (2027)
- Chili (2025)
- Cuba (2027)
- Grenade (2025)
- Haïti (2025)
- Mexique (2025)
- Paraguay (2025)
- République dominicaine (2027)
- Sainte-Lucie (2025)

### Asie et Océanie (12 sièges)
- Australie (2027)
- Bangladesh (2027)
- Chine (2025)
- Corée du Sud (2027)
- Îles Cook (2025)
- Inde (2025)
- Indonésie (2027)
- Japon (2025)
- Pakistan (2027)
- Philippines (2025)
- Sri Lanka (2027)
- Viêt Nam (2025)

### États arabes (7 sièges)
- Arabie saoudite (2027)
- Égypte (2025)
- Irak (2027)
- Jordanie (2025)
- Koweït (2025)
- Oman (2027)
- Qatar (2023)

### Europe occidentale et autres états (9 sièges)
- Allemagne (2027)
- Autriche (2025)
- Espagne (2027)
- États-Unis (2027)
- France (2027)
- Islande (2025)
- Italie (2027)
- Royaume-Uni (2027)
- Turquie (2025)

### Europe orientale (7 sièges)
- Albanie (2027)
- Arménie (2025)
- Azerbaïdjan (2025)
- Lituanie (2025)
- Serbie (2027)
- Slovaquie (2027)
- Tchéquie (2027)

## Présidents
- Vera Lacoeuilhe ( Sainte-Lucie) depuis 2023
- Tamara Rastovac Siamashvili ( Serbie) 2021-2023
- Agapito Mba Mokuy ( Guinée équatoriale) 2019-2021
- Lee Byong-hyun ( Corée du Sud) 2017-2019
- Michael Worbs ( Allemagne) 2015-2017
- Mohamed Sameh Amr ( Égypte) 2013-2015
- Alissandra Cummins ( Barbade) 2011-2013
- Eleonora Mitrofanova ( Russie) 2009-2011
- Olabiyi Babalola Joseph Yaï ( Bénin) 2007-2009
- Xinsheng Zhang ( Chine) 2005-2007
- Hans-Heinrich Wrede ( Allemagne) 2003-2005
- Aziza Bennani ( Maroc) 2001-2003
- Sonia Mendieta de Badaroux ( Honduras) 1999-2001
- Christopher J. Chetsanga ( Zimbabwe) 1999
- Pál Pataki ( Hongrie) 1997-1999
- Noureini Tidjani-Serpos ( Bénin) 1995-1997
- Attiya Inayatullah ( Pakistan) 1993-1995
- Marie Bernard-Meunier ( Canada) 1991-1993
- Yahya Aliyu ( Nigeria) 1989-1991
- José Israel Vargas ( Brésil) 1987-1989
- Ivo Margan ( République fédérative socialiste de Yougoslavie) 1985-1987
- Patrick K. Seddoh ( Ghana) 1983-1985
- Victor Massuh ( Argentine)1980-1983
- Chams Eldine El-Wakil ( Égypte)1978-1980
- Leonard C.J. Martin ( Royaume-Uni) 1976-1978
- Hector Wynter ( Jamaïque) 1974-1976
- Fûad Sarruf ( Liban) 1972-1974
- Prem N. Kirpal ( Inde) 1970-1972
- Gian Franco Pompei ( Italie) 1968-1970
- Antilio Dell'Oro Maini ( Argentine) 1966-1968
- Mohamed Ghali El Fassi ( Maroc) 1964-1966
- Rodolfo Baron Castro ( Salvador) 1964
- Edward Beeby ( Nouvelle-Zélande) 1962-1964
- Mohamed Awad ( Égypte) 1960-1962
- Ben Bowen Thomas ( Royaume-Uni) 1958-1960
- Gholam Ali Raadi ( Iran) 1958
- Vittorino Veronese ( Italie) 1956-1958
- Arcot L. Mudaliar ( Inde) 1954-1956
- Ronald Adam ( Royaume-Uni) 1952-1954
- Paulo E. de Berrêdo de Carneiro ( Brésil) 1951-1952
- Stefano Jacini ( Italie) 1950-1951
- John Maud ( Royaume-Uni)1949-1950
- Sarvepalli Radhakrishan ( Inde) 1948-1949
- Ronald W.Walker ( Australie) 1947-1948
- Victor Dore ( Canada) 1946-1947